# Ypsilanti (Michigan)
Ypsilanti – miasto w Stanach Zjednoczonych, w stanie Michigan, w hrabstwie Washtenaw.
Z Ypsilanti pochodzi Ella Anderson, amerykańska aktorka.